# Казахстанско-молдавские отношения
Казахстанско-молдавские отношения — двусторонние дипломатические отношения между Республикой Казахстан и Республикой Молдова.

## История
16 сентября 1992 года были установлены дипломатические отношения между Республикой Казахстан и Республикой Молдова.
В 1994 года открыто посольство Казахстана в Украине и по совместительству в Республике Молдова. В 2014 года открылось генеральное консульство Казахстана в городе Кишинёве. Указом президента Казахстана от 30 декабря 2020 года генеральное консульство Казахстана в городе Кишинёве было преобразовано в посольство Казахстана в Молдове.
В сентябре 1999 года состоялся официальный визит президента Республики Молдова Петра Лучинского в Казахстан.
В октябре 2002 года с официальным визитом Молдову посетил премьер-министр Республики Казахстан Имангали Тасмагамбетов.
16—17 сентября 2003 года президент Республики Казахстан Нурсултан Назарбаев посетил с официальным визитом Республику Молдова. Во время визита Назарбаев встретился в президентом Молдовы Владимиром Ворониным, премьер-министром Василием Тарлевым, председателем парламента Евгенией Остапчук. Прежде всего, были подробно обсуждены возможности активизации двустороннего торгово-экономического сотрудничества, а также оказания Казахстаном помощи Молдове в поставках продовольственного зерна.
31 марта — 1 апреля 2010 года состоялся визит государственного секретаря — министра иностранных дел Республики Казахстан Каната Саудабаева в Кишинёв и Тирасполь в рамках турне действующего председателя ОБСЕ по странам Восточной Европы. В ходе визита Канат Саудабаев провел переговоры с руководством Республики Молдова и лидерами Приднестровья для обсуждения актуальных проблем повестки дня ОБСЕ, а также вопросов урегулирования приднестровского конфликта.
В рамках заседания Совета глав правительств СНГ 29 мая 2015 года в Бурабае состоялась двусторонняя встреча премьер-министра Республики Казахстан Карима Масимова с премьер-министром Республики Молдова Кириллом Габуричем.
Республика Молдова поддержала кандидатуру Республики Казахстан на выборах в непостоянные члены Совета безопасности ООН на 2017—2018 годы, а также присоединение Казахстана к четырём целевым конвенциям Совета Европы в области уголовного судопроизводства.
14 апреля 2017 года в рамках участия в заседании Высшего Евразийского экономического совета состоялась встреча президента Казахстана Нурсултана Назарбаева с президентом Молдовы Игорем Додоном по инициативе молдавской стороны. В ходе беседы главы государств обсудили перспективные направления сотрудничества между Казахстаном и Молдовой. Приоритетными ориентирами двустороннего сотрудничества были отмечены торгово-экономическая и культурно-гуманитарная сферы.

## Экономическое сотрудничество
Базовым двусторонним документом, регулирующим экономические отношения между двумя странами, является Соглашение о свободной торговле от 1995 года, предусматривающее отмену и неприменение в дальнейшем тарифных и количественных ограничений во взаимной торговле.
Помимо этого, Казахстан и Молдова являются государствами-участниками Договора о зоне свободной торговли, подписанного в 2011 году в городе Санкт-Петербурге по итогам заседания Совета глав правительств СНГ. Договор включает упрощение правовых основ торгово-экономических отношений между подписавшими его странами, замену целого ряда многосторонних и порядка 100 двусторонних документов, регламентирующих режим свободной торговли на пространстве содружества. Договор был ратифицирован Молдовой 20 сентября 2012 году.
Основные направления двустороннего экономического сотрудничества обсуждаются в рамках Межправительственной казахстанско-молдавской комиссии по торгово-экономическому сотрудничеству.
В период с 2014 по 2016 годы объёмы взаимной торговли между Казахстаном и Молдовой сократились в три раза (с 91,6 до 31,8 млн долларов США). Ключевой причиной снижения объёмов взаимной торговля является удорожание транспортно-логистических услуг, в связи с введением запрета на ввоз и транзит через территорию Российской Федерации товаров из Украины. Альтернативные логистические маршруты через европейские страны и транскавказскому маршруту значительно увеличивают стоимость и сроки поставок товаров из Молдовы в Казахстан.
С начала 2017 года наметились позитивные тенденции во взаимной торговле между двумя странами: по данным Комитета государственных доходов Министерства финансов Республики Казахстан за январь-август 2017 года товарооборот составил 24,3 млн долларов США, что на 39,6 % выше аналогичного периода 2016 года (17,4 млн), экспорт — 16,2 млн, рост на 80,8 % (8,9 млн в 2016 году), импорт — 8,1 млн, снижение на 3,8 % (8,4 млн — в 2016 году).

## Культурно-гуманитарное сотрудничество
10 декабря 2012 года в городе Комрат (Гагаузия) на Аллее славы состоялось торжественная церемония открытия бюста президента Республики Казахстан Нурсултана Назарбаева, приуроченная ко Дню Независимости Республики Казахстан.
9 мая 2008 года в здании Теоретического лицея села Гура-Быкулуй Новоаненского района была установлена мемориальная доска в честь казахстанского воина, Героя Советского Союза Канаша Камзина.
В рамках празднования 70-летия Победы в Великой Отечественной войне по инициативе генерального консульства Республики Казахстан в Кишинёве 24 апреля 2015 года в память о погибших в Великой Отечественной войне на мемориальном комплексе «Вечность» посажены саженцы яблонь, которые привезла в Молдову делегация из Павлодарской области.